# Kees Akerboom jr.
Kees Akerboom Junior ('s-Hertogenbosch, 20 december 1983) is een voormalig Nederlands basketballer.
Akerboom is in zijn carrière vier keer Nederlands kampioen geweest en vier keer NBB-bekerwinnaar. Hij is zoon van de eveneens succesvolle basketballer Kees Akerboom sr. Akerboom speelde meestal als small forward en stond bekend om zijn kwaliteiten als (driepunts)schutter. Hij maakte van 2004 tot 2013 deel uit van het Nederlands basketbalteam.

## Erelijst
- 3× Landskampioen (2007, 2012, 2015)
- 4× NBB Beker (2008, 2009, 2013, 2016)
- Supercup (2013)

Individuele prijzen:
- All-Star Team (2011)
- Rookie of the Year (2009)
- MVP U23 (2004)
- 9× All-Star (2004, 2006, 2008, 2009, 2010, 2011, 2012, 2014, 2015)
- All-Star Game MVP (2010)
- 4× Beste driepuntschutter (2008, 2009, 2011, 2012)